# Potamon
Potamon – zgrupowanie, zbiorowisko gatunków rzecznych, cenoza (biocenoza) związana z potamalem (strefą rzeki). W skład potamonu wchodzą potamobionty i potamofile, w mniejszym stopniu potamokseny. Wśród roślin dominują makrofity, liczny jest fitoplankton. W zoobentosie liczne są: zbieracze, filtratorzy. Wśród bezkręgowców liczne są muchówki, ważki, chruściki (m.in. Lepidostoma hirtum, Notodobia ciliaris, Hydropsychidae, Halesus, Anabolia, Potamophylax latipennis), chrząszcze wodne, pluskwiaki wodne, skorupiaki, mięczaki.
Wśród ryb przeważają ryby karpiowate.